# مری-جس لیورلند
مری-جس لیورلند (انگلیسی: Mary-Jess Leaverland؛ زادهٔ ۲۸ مارس ۱۹۹۰) خواننده، ترانه‌سرای اهل بریتانیا است. وی از سال ۲۰۰۹ میلادی تاکنون مشغول فعالیت بوده‌است.
او ترانه‌ای برای مجموعهٔ تلویریونی دانتون ابی اجرا کرده‌است.